# 알렉산더 락우드
알렉산더 락우드(Alexander Lockwood, 1902년 5월 5일 ~ 1990년 1월 25일)는 미국의 배우, 텔레비전 배우이다.
로스앤젤레스에서 사망하였다.

## 영화
- 로맨틱 코미디 (1983년)
- 두 남자 (1982년)
- 나일강의 기적 (1980년)
- 미지와의 조우 (1977년)
- 가족 음모 (1976년)
- 대결 (1971년)
- 추격 (1959년)
- 엣지 오브 이터너티 (1959년) - 짐 켄던 역
- 디스 어스 이즈 마인 (1959년)
- 피터 건 (1958년)
- 교정의 괴물 (1958년)
- 열정의 무대 (1958년)
- 빛바랜 천사 (1958년)
- 페리 메이슨 (1957년)
- 투명 소년 (1957년)
- 딜론 보안관 (1955년)
- 딕 트레이시 대 범죄 주식회사 (1941년)